# Alcaria Ruiva
Alcaria Ruiva es una freguesia portuguesa del concelho de Mértola, con 215,24 km² de superficie y 849 habitantes (2011). Su densidad de población es de 3,9 hab/km².